# Campionati africani di badminton 2002
I Campionati africani di badminton 2002 si sono svolti a Casablanca, in Marocco. È stata la 10ª edizione del torneo, organizzato dalla Badminton Confederation of Africa.

## Podi
| Evento              | Oro                               | Argento                       | Bronzo                           |
| Singolare maschile  | Abimbola Odejoke                  | Dotun Akinsanya               | Denis Constantin                 |
| Singolare maschile  | Abimbola Odejoke                  | Dotun Akinsanya               | Ola Fagbemi                      |
| Singolare femminile | Juliette Ah-Wan                   | Grace Daniel                  | Shama Aboobakar                  |
| Singolare femminile | Juliette Ah-Wan                   | Grace Daniel                  | Michelle Edwards                 |
| Doppio maschile     | Stephan Beeharry Denis Constantin | Johan Kleingeld Chris Dednam  | Dotun Akinsanya Abimbola Odejoke |
| Doppio maschile     | Stephan Beeharry Denis Constantin | Johan Kleingeld Chris Dednam  | Edicha Ocholi Ola Fagbemi        |
| Doppio femminile    | Michelle Edwards Chantal Botts    | Miriam Sude Grace Daniel      | Catherina Paulin Juliette Ah-Wan |
| Doppio femminile    | Michelle Edwards Chantal Botts    | Miriam Sude Grace Daniel      | Anusha Dajee Karen Foo Kune      |
| Doppio misto        | Chris Dednam Antoinette Uys       | Johan Kleingeld Chantal Botts | Abimbola Odejoke Prisca Azuine   |
| Doppio misto        | Chris Dednam Antoinette Uys       | Johan Kleingeld Chantal Botts | Dorian James Michelle Edwards    |
| Team                | Sudafrica                         | Nigeria                       | Mauritius                        |